# Fritz Kübert
Fritz Kübert (* 8. Dezember 1939 in Frankfurt am Main; † 1. September 1997) war ein deutscher Fußballspieler. Er war in seiner Karriere ausschließlich für seinen Heimatverein Eintracht Frankfurt aktiv.

## Karriere
Kübert begann mit dem Fußballspielen im Jahr 1952 in der Jugend seines Heimatvereins Eintracht Frankfurt. Im Jahr 1958 stieg er von der U-18-Jugend in die Amateurmannschaft der Eintracht auf und wurde zur Saison 1960/61 als „Ergänzungsspieler“ in den Kader für die Oberliga Süd aufgenommen. Kübert kam zwar in der Oberliga nicht zum Einsatz, wurde aber in drei Spielen um den Süddeutschen Pokal eingesetzt: Gegen den VfB Friedberg (6:0), Hünfelder SV (6:0) und am 25. März 1961 bei einem 4:0-Heimerfolg gegen den 1. FC Pforzheim aus der 2. Liga Süd. Vor Torhüter Egon Loy bildete er dabei zusammen mit Hermann Höfer das Verteidigerpaar.
In der ersten Saison der neugegründeten Fußball-Bundesliga im Jahr 1963 war er zwar im Kader der Eintracht, kam jedoch nicht zum Einsatz. Er gehörte aber der Reisegesellschaft im Juni/Juli 1964 der Eintracht an, welche eine zweiwöchige Südafrikareise mit sechs Freundschaftsspielen am Rundenende 1963/64 durchführte. In der Saison 1964/65, der zweiten Bundesligasaison, gab er mit der Eintracht am 19. September 1964, dem 5. Spieltag, bei der 0:7-Heimniederlage gegen den Karlsruher SC sein Bundesliga-Debüt. Er war kurzfristig durch eine Verletzung aus dem Abschlusstraining von Höfer, als linker Verteidiger in das Team gegen den KSC gerutscht. Mit Loy, Richard Weber, Peter Blusch, Ludwig Landerer und Dieter Lindner bildete er die Defensive. Laut Bundesliga Chronik 1964/65 wurde Kübert von dem KSC-Rechtsaußen Hans Cieslarczyk „nach allen Regeln der Kunst vorgeführt“. Aber nicht nur die Probleme von Kübert führten zum Chaos in der Eintracht-Defensive an diesem Tag, auch der Wadenbeinbruch von Stopper Landerer aus der 5. Minute und sein Ausscheiden danach, hatten gehörig Anteil an dem 0:7-Debakel. Kübert kam nicht mehr zum Einsatz und beendete mit einem Einsatz in der Bundesliga und vier im SFV-Pokal im Sommer 1965 seine höherklassige Karriere.
Fritz Kübert war der Sohn von Fritz Kübert I (* 16. Februar 1906), dem ehemaligen Spieler in den 1920ern, Spielausschussvorsitzenden, Jugendleiter und späterem Ehrenmitglied der Eintracht.